# Alison Sudol
Alison Sudol (* 23. Dezember 1984 in Seattle, Washington; vollständiger Name Alison Loren Sudol, früher auch Alison Monro), bekannt unter dem Künstlernamen A Fine Frenzy, ist eine US-amerikanische Sängerin, Pianistin und Schauspielerin. Als Sängerin bekannt wurde sie 2007 vor allem mit ihrer Ballade Almost Lover. Ihre Musikrichtung ist stilistisch dem Alternative und dem Indierock zuzuordnen und beinhaltet zum Teil auch Jazz- und Klassikeinflüsse. Seit 2016 ist sie in der Rolle der Queenie Goldstein in den Filmen der Phantastischen Tierwesen als Schauspielerin zu sehen.
Ihr Künstlername „A Fine Frenzy“ entstammt den Worten aus dem Sommernachtstraum von William Shakespeare: Theseus, 5. Aufzug, 1. Szene – „The poet’s eye, in a fine frenzy rolling, Doth glance from heaven to earth, from earth to heaven“ (Des Dichters Aug, in schönem Wahnsinn rollend, blitzt auf zum Himmel, blitzt zur Erd hinab).

## Leben und Karriere
Alison Sudol wuchs in Los Angeles auf. Ihre Eltern, die von Beruf Schauspiellehrer waren, ließen sich scheiden, als sie fünf Jahre alt war. Vom Zeitpunkt der Scheidung ihrer Eltern an entwickelte sie eine Leidenschaft für die Musik von Elton John und Ella Fitzgerald. Sie begann früh ihre eigenen Texte zu schreiben, lernte selbständig Klavier und komponierte ihre ersten eigenen Songs, damit sie den Schmerz der Trennung ihrer Eltern überwinden konnte. Ein Manager des Musiklabels EMI, der von einem ihrer kurzen Demobänder überzeugt war, entschied sich schließlich, die Musikerin unter Vertrag zu nehmen.
Erste Erfolge, Tourerfahrung und Soundtrackverkäufe für Filme hatte sie 2002 als Alison Monro mit ihrer Band Monro. Im US-amerikanischen Fernsehen wurden mehrere ihrer Songs in verschiedenen Serien wie u. a. Dr. House, How I Met Your Mother und CSI:NY verwendet. 2006 ging sie im Vorprogramm der Stooges auf Tournee. Bekannt wurde sie durch ihre Ballade Almost Lover, die im Mai 2007 erschien. Am 17. Juli 2007 präsentierte sie ihr Debütalbum One Cell in the Sea, das Platz 91 der US-amerikanischen Billboardcharts erreichte. Am 8. Februar 2008 erschien es in Deutschland, wo es auf Platz 20 kam und Goldstatus erhielt. Das Nachfolgealbum Bomb in a Birdcage erschien im August 2009. Am 9. Oktober 2012 erschien das dritte und letzte Studioalbum mit dem Titel Pines. 2017 veröffentlichte sie mit Enough Honey und Christmas Will Be Waiting zwei Singles.
Neben ihrem Wirken als Sängerin und Pianistin ist Sudol als Schauspielerin tätig. In den Jahren 2016, 2018 und 2022 verkörperte sie die Rolle der Queenie Goldstein in den drei Filmen Phantastische Tierwesen und wo sie zu finden sind, Phantastische Tierwesen: Grindelwalds Verbrechen und Phantastische Tierwesen: Dumbledores Geheimnisse.

## Diskografie

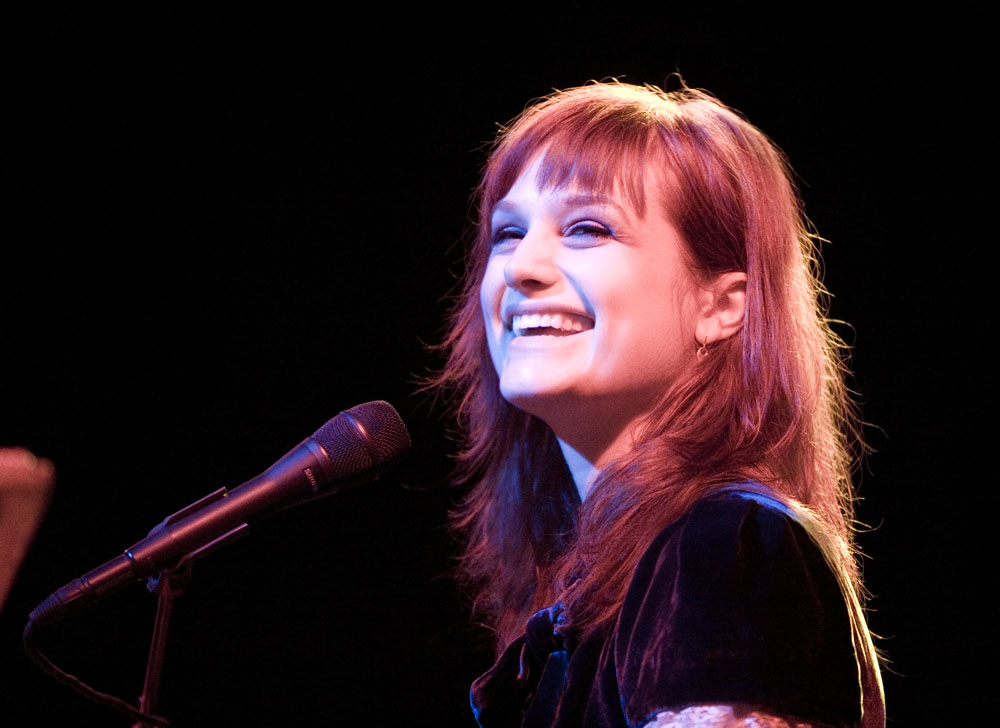
Alison Sudol, 2008

### Studioalben
- 2007: One Cell in the Sea
- 2009: Bomb in a Birdcage
- 2012: Pines
- 2022: Still Come the Night (als Alison Sudol)

### EPs
- 2006: Demo-EP, Rangers, Almost Lover, The Well
- 2007: Live Session (iTunes Exclusive) – Almost Lover, The Minnow & the Trout, Borrowed Time, Last of Days
- 2009: Oh Blue Christmas

### Singles
- 2007: Rangers
- 2008: Lifesize
- 2008: Almost Lover
- 2008: Come On, Come Out
- 2009: The Things We Did Last Summer
- 2009: Blow Away
- 2010: Happier
- 2010: Electric Twist
- 2012: Now is the Start
- 2017: Enough Honey
- 2017: Christmas Will Be Waiting

## Auszeichnungen für Musikverkäufe
| Goldene Schallplatte - Neuseeland - 2022: für das Album Bomb in a Birdcage |

Anmerkung: Auszeichnungen in Ländern aus den Charttabellen bzw. Chartboxen sind in ebendiesen zu finden.
| Land/RegionAuszeichnungen für Musikverkäufe (Land/Region, Auszeichnungen, Verkäufe, Quellen) | Gold     | Platin | Verkäufe | Quellen           |
| -------------------------------------------------------------------------------------------- | -------- | ------ | -------- | ----------------- |
| Deutschland (BVMI)                                                                           | 2× Gold2 | —      | 250.000  | musikindustrie.de |
| Neuseeland (RMNZ)                                                                            | Gold1    | —      | 7.500    | radioscope.co.nz  |
| Österreich (IFPI)                                                                            | Gold1    | —      | 10.000   | ifpi.at           |
| Schweiz (IFPI)                                                                               | Gold1    | —      | 15.000   | hitparade.ch      |
| Insgesamt                                                                                    | 5× Gold5 | —      |          |                   |

## Filmografie
- 1997: Here Dies Another Day
- 2002: The Gray in Between
- 2004: Little Black Boot
- 2007: CSI: NY (Staffel 4, Episode 1 „Stumme Zeugen“)
- 2014: Transparent
- 2015: Dig
- 2016: Phantastische Tierwesen und wo sie zu finden sind (Fantastic Beasts and Where to Find Them)
- 2016: Between Us
- 2018: Phantastische Tierwesen: Grindelwalds Verbrechen (Fantastic Beasts: The Crimes of Grindelwald)
- 2019: The Last Full Measure
- 2022: Phantastische Tierwesen: Dumbledores Geheimnisse (Fantastic Beasts: The Secrets of Dumbledore)
- 2023: Bonus Track